# Juan Carlos Deghi
Juan Carlos Deghi (Zárate, Provincia de Buenos Aires, 22 de agosto de 1928 - La Plata, 21 de marzo de 1978) fue un abogado, político y cooperativista argentino. En 1957, durante la dictadura autodenominada Revolución Libertadora fue elegido como candidato del Partido de los Trabajadores a la Convención Constituyente de 1957, donde denunció su ilegitimidad y sostuvo la vigencia de la Constitución de 1949. En la década de 1960 organizó varias cooperativas obreras.
Fue detenido-desaparecido en tres oportunidades entre 1975 y 1978, siendo torturado y permaneciendo casi dos años detenido sin juicio en la cárcel de Sierra Chica. En la última desaparición, fue asesinado por agentes de la Prefectura Nacional. Sus asesinos fueron condenados a prisión perpetua por delitos de lesa humanidad en 2010. 

## Biografía
Deghi comenzó su militancia política en 1945, ingresa a la Universidad del Litoral donde integra el movimiento estudiantil y se recibe de abogado. Allí conoce a Guillermo Estévez Boero con quien funda en 1957 el Partido de los Trabajadores. En la Convención Constituyente de 1957, la postura de la ilegitimidad de la misma y la vigencia de la Constitución de 1949, tras ello fue apresado por la dictadura de Pedro Eugenio Aramburu molesto por las críticas hacia el régimen. En la década de 1960 y parte de la de 1970, como abogado de trabajadores, se enfoca hacia la organización de cooperativas de trabajo y de crédito popular en Zárate. 
En 1975 -mientras se encontraba en Perú- el grupo parapolicial Triple A allanó su casa, cuando se encontraban solas su esposa y sus tres hijas. Vuelve al país y se rehúsa a emprender el exilio. En noviembre de 1976 es detenido en su casa por la policía de Zarate, con su esposa, siendo luego ambos separados. Deghi permanece desaparecido una semana, durante la que fue torturado en un centro clandestino de detención ubicado en la Refinería de Tolueno de ESSO.  
En la madrugada del 24 de marzo, en el momento que se produce el golpe de Estado que instala la dictadura autodenominada Proceso de Reorganización Nacional, vuelven a allanar su casa de Zárate cuando no había nadie. El 1 de abril se presenta en la Prefectura de Zarate, quedando detenido allí. Su esposa lo visitó durante cinco días y al sexto la Prefectura niega que alguna vez haya estado detenido allí. Durante un mes permaneció desaparecido, hasta que aparece con vida en la cárcel de Sierra Chica. Allí permanece detenido casi dos años sin juicio.
El 21 de marzo de 1978 es liberado. Se encuentra con su esposa en la puerta y allí son ambos secuestrados. Horas después la esposa es liberada. Al día siguiente aparece el cuerpo en la Ruta Provincial N.º 36, kilómetro 20, con dos heridas de bala la cabeza y una en el pecho.

## Juicio a los culpables
En 2010 la Cámara Federal de La Plata condenó a los asesinos de Deghi por delitos de lesa humanidad a los exprefectos David Abel Dupuy e Isabelino Vega, correspondiéndoles la pena de prisión perpetua, por su asesinato y el de otras seis personas, así como por las torturas producidas a setenta personas.